# Thonon-les-Bains

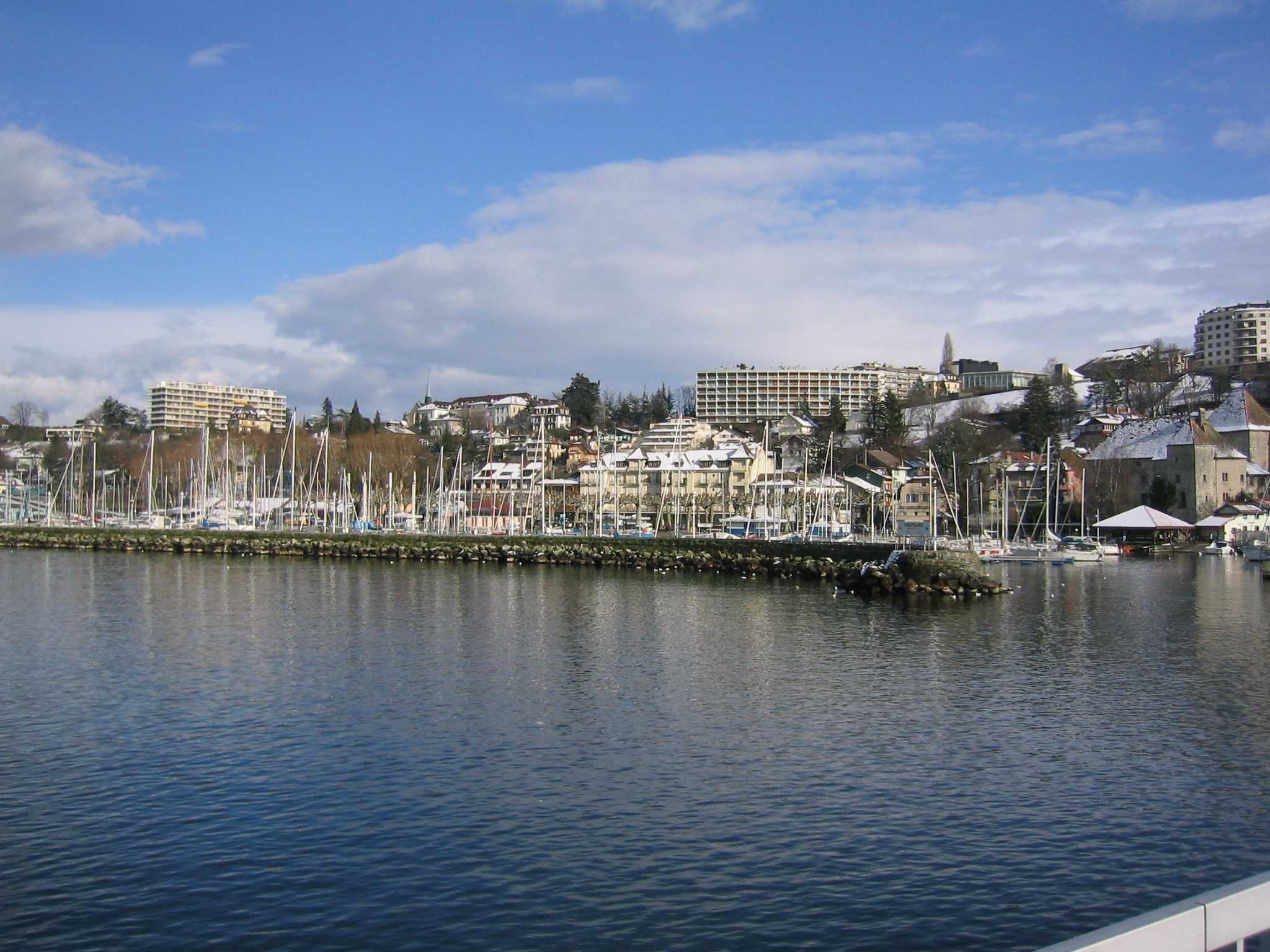
Hafen

Thonon-les-Bains [tɔnɔ̃ le bɛ̃] (früher italienisch Tonone) ist eine französische Stadt und ein Kurort im Département Haute-Savoie in der Region Auvergne-Rhône-Alpes. Sie liegt am Genfersee und hat 37.689 Einwohner (Stand 1. Januar 2022).
Die Stadt liegt in der Weinbauregion Savoie. Weißweine aus der Rebsorte Altesse (lokal Roussette genannt) dürfen unter der geschützten Herkunftsbezeichnung Roussette de Savoie vermarktet werden. Für Weißweine anderer Rebsorten sowie Rotweine gilt die AOC Vin de Savoie.

## Geschichte
Im Ort liegt die vollständig erhaltene mittelneolithische Nekropole von Genevray.
Von 1536 bis 1569 gehörte die Stadt zu Bern, danach zum Herzogtum Savoyen. Zwischen 1798 und 1813 war Thonon-les-Bains die Unterpräfektur des historischen Départements Léman, dessen Hauptort Genf war.

## Kultur und Sehenswürdigkeiten

### Bauwerke

#### Schloss Ripaille

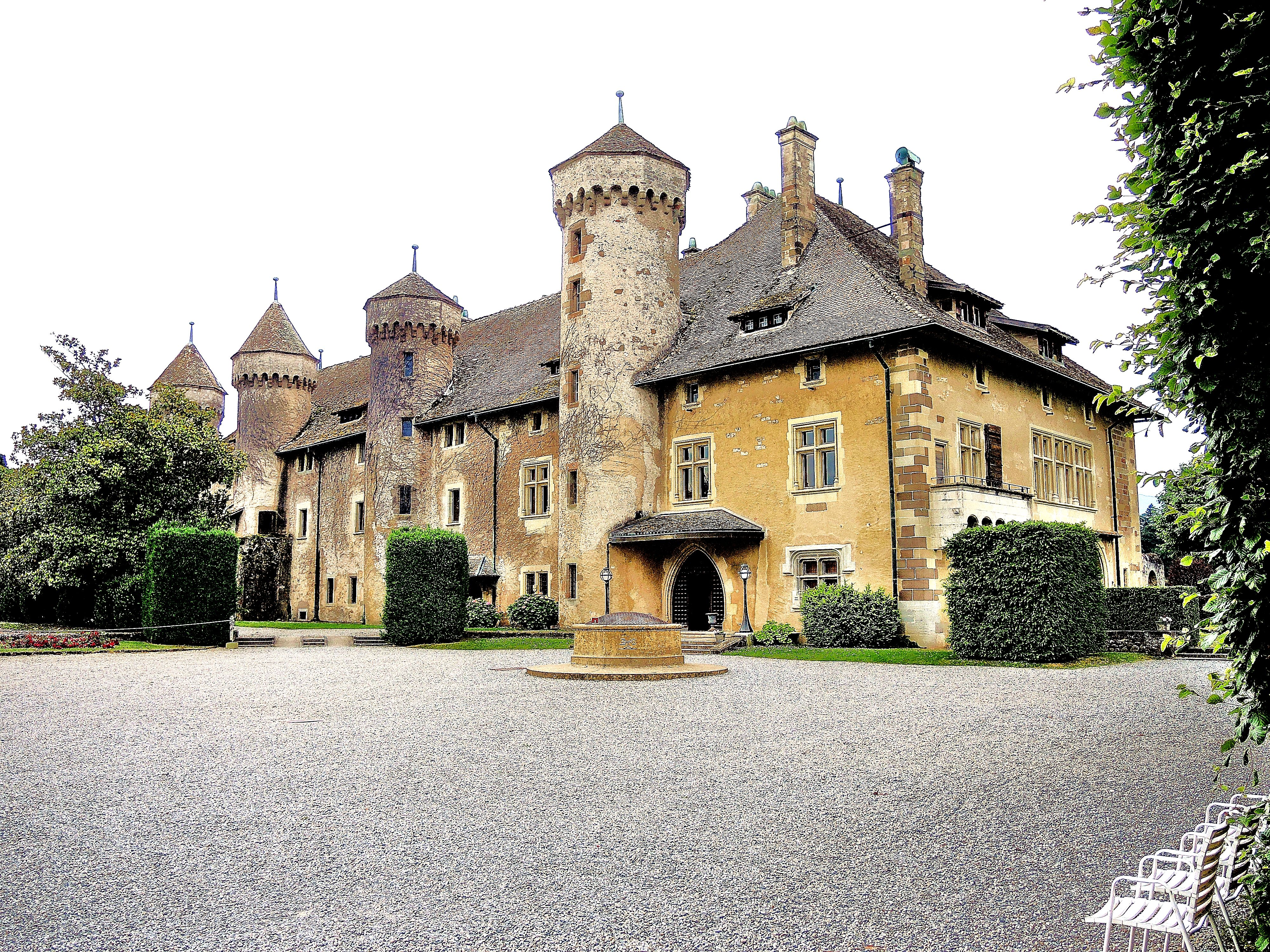
Château de Ripaille

Das Schloss Ripaille (Château de Ripaille) steht auf der Halbinsel am Südufer des Genfersees. Graf Amadeus VI. ließ dort um 1371 eine Burg errichten, von der heute keine Spur mehr vorhanden ist. Um 1434 erbaute Herzog Amadeus VIII. an der gleichen Stelle ein neues Schloss mit sieben Türmen, das heute noch zu sehen ist. Es wurde im Religionskrieg massiv beschädigt, daher baute man es zu einem Kartäuserkloster mit Zellentrakt (Einzelzellen für die Mönche), Kirche und Gebäuden für die Verwaltung der Klostergüter aus. Nach der Französischen Revolution wurde das Kloster als Nationalgut an den napoleonischen General Dupas verkauft. Er und seine Nachkommen bewohnten zwar Kloster und Schloss im 19. Jahrhundert, doch ließen sie die Gebäude mangels Finanzen verfallen. 1892 kaufte Frédéric Engel-Gross, ein elsässischer Industrieller, das Anwesen.

### Sport

#### Stade Joseph Moynat
Seit Juli 2005 beherbergt das Stadion den Fußballverein FC Évian Thonon Gaillard. Der Verein spielte von 2011 bis 2015 in der Ligue 1. Außerdem ist es das Heimstadion des American Football Vereins Thonon Black Panthers.

## Verkehr

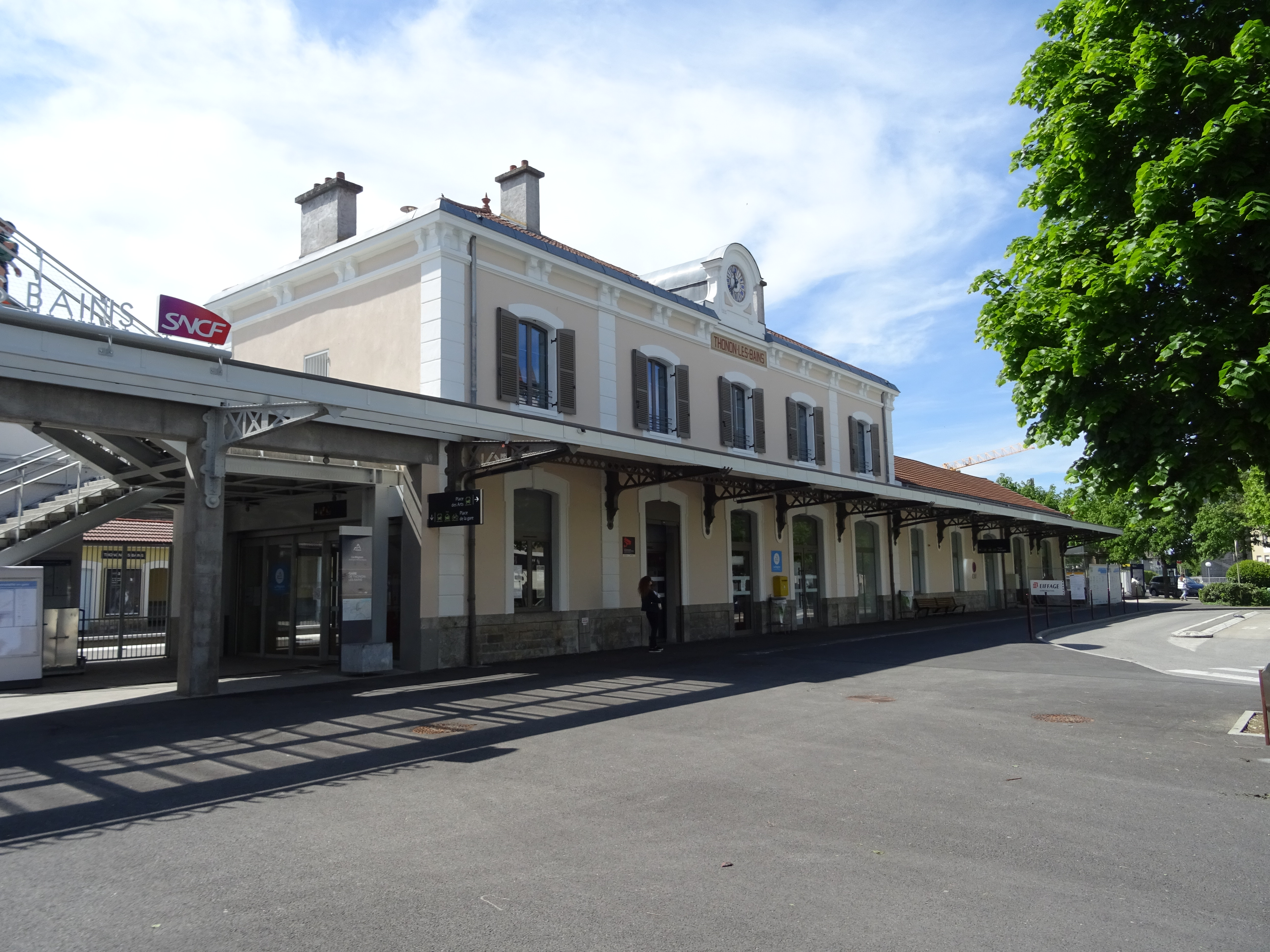
Empfangsgebäude des Bahnhofs

In Thonon-les-Bains laufen verschiedene Departementsstraßen zusammen, darunter die D 1005, welche im Verlauf der vormaligen Nationalstraße N 5 entspricht. 
Die Stadt hat einen Bahnhof an der Bahnstrecke Léaz–Saint-Gingolph. Er wurde am 30. August 1880 eröffnet und war bis zu ihrer Verlängerung nach Évian-les-Bains Endpunkt der von Collonges-sous-Salève kommenden Strecke. Aktuell wird er von Nahverkehrszügen des TER Auvergne-Rhône-Alpes und Zügen der Linie L1 des Léman Express bedient. An Wochenenden und Feiertagen verkehren TGV-Hochgeschwindigkeitszüge von und nach Paris.
Ferner ist Thonon-les-Bains durch das Verkehrsnetz der Personenschifffahrt auf dem Genfersee mit zahlreichen Seeanrainergemeinden verbunden, darunter auch eine annähernd stündlich verkehrende Linie nach Lausanne-Ouchy.

## Städtepartnerschaften
- Eberbach (Deutschland) seit 1961
- Mercer Island (USA) seit 2000

## Persönlichkeiten
- Joseph-Marie Dessaix (1764–1834), General der Infanterie
- Henry Bordeaux (1870–1963), Schriftsteller
- Jean Moulin (1899–1943), Mitglied der Resistance
- André Boutemy (1905–1959), Unterpräfekt von Thonon-les-Bains
- Maurice Novarina (1907–2002), Architekt und Mitglied der Akademie der schönen Künste
- Émile Clerc (* 1937), Ruderer
- Jean-Paul Gobel (* 1943), vatikanischer Diplomat
- Nicoletta (* 1944), Chansonsängerin
- Valère Novarina (* 1942), Dramatiker, Regisseur und Maler
- Didier Méda (1963–1999), Freestyle-Skier
- Déborah Anthonioz (* 1978), Snowboarderin
- Sylvain Duclos (* 1978), Snowboarder
- Cyprien Richard (* 1979), Skirennläufer
- Yannick Bertrand (* 1980), Skirennläufer
- Sébastien Frey (* 1980), Fußballspieler
- Silvan Palazot (* 1980), Freestyle-Skier
- Laurent Groppi (* 1983), Autorennfahrer
- Nicolas Lapierre (* 1984), Autorennfahrer
- Nicolas Frey (* 1984), Fußballspieler
- Kévin Bérigaud (* 1988), Fußballspieler
- Mathis Contamine (* 2001), Skispringer
- Jeanne Richard (* 2002), Biathletin